# Nuôi tôm

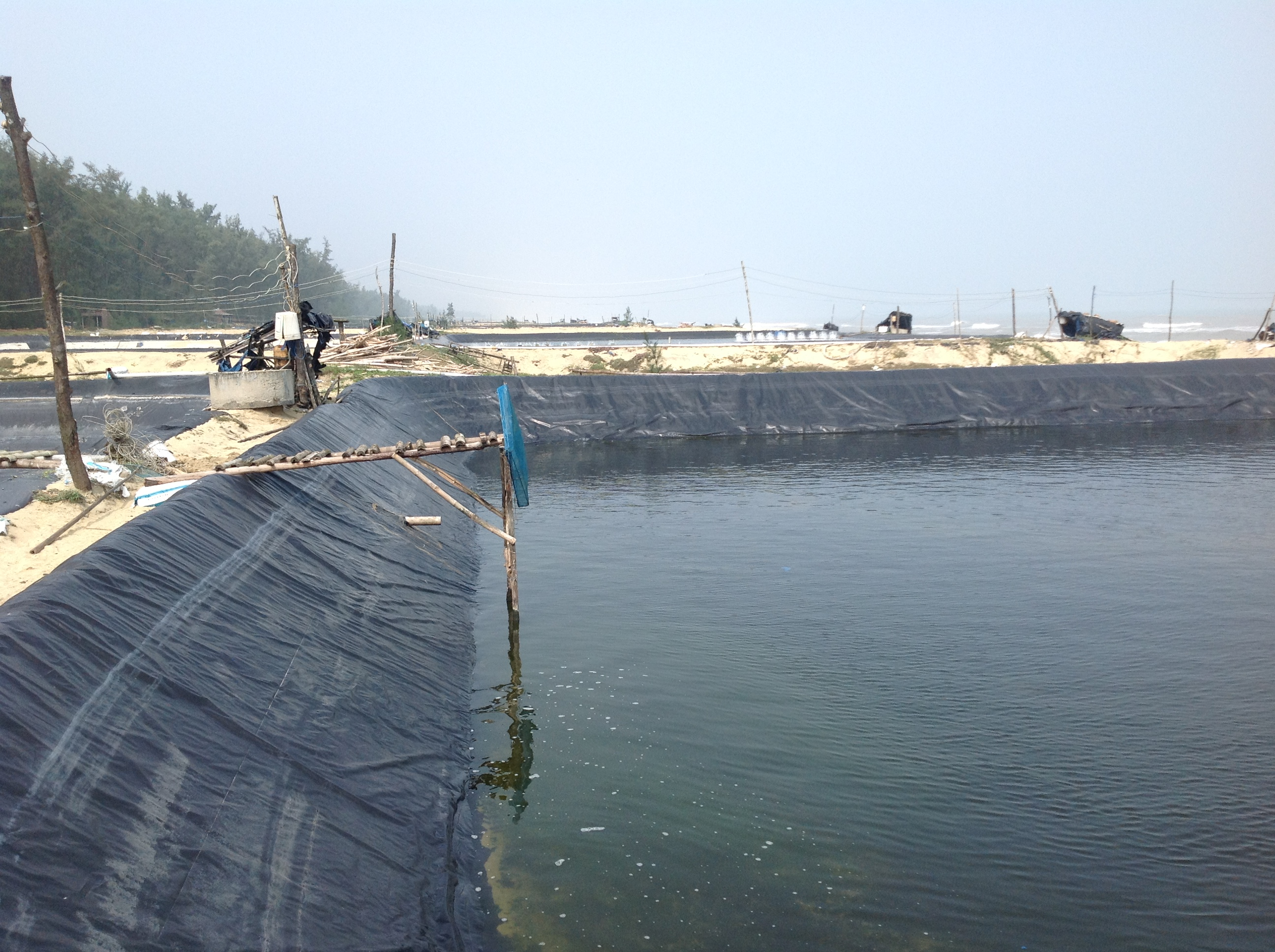
Vùng nuôi tôm trên cát ở Đức Minh-Mộ Đức-Quảng Ngãi của Việt Nam

Nuôi tôm là một ngành nông nghiệp thiết kế để gầy dựng và phát triển các loại tôm cho nhu cầu tiêu thụ của con người. Việc nuôi tôm thương mại đầu tiên bắt đầu những năm 1970, sản lượng sản xuất tôm phát triển nhanh chóng để theo kịp đòi hỏi của thị trường, đặc biệt là Mỹ, Nhật, Tây Âu. Tổng sản lượng tôm của thế giới là 1.6 triệu tấn năm 2003 và có giá trị tương đượng 9000 triệu đôla. Khoảng 75% là từ các nước châu Á, như Trung Quốc, Thái Lan, Ấn Độ..., 25% còn lại là từ nước Nam Mỹ. Trung Quốc hiện là nhà xuất khẩu lớn nhất. Ngày nuôi tôm cũng đóng vai trò quan trọng trong nông nghiệp Việt Nam nhất là nuôi tôm để xuất khẩu.

## Kĩ thuật nuôi trồng
Khi ngành nuôi trồng tôm phát triển năm 1970 như là ngành thương mại, tiềm năng thay thế thỏa mãn cho nhu cầu thị trường đang tăng cao, vượt xa khả năng đánh bắt tôm hoang dã, phương pháp nông nghiệp cũ đã nhanh chóng bị thay đổi để tiến tới phương pháp sản xuất để xuất khẩu. Ngành công nghiệp nuôi tôm bắt đầu bằng phương pháp cũ kĩ, tốn kém, sử dụng đất rộng nhưng năng suất thấp. Vào thời điểm, mà nhu cầu tôm tăng cao, thì các vùng ven biển được cải tạo nuôi tôm. Nhưng với kĩ thuật tiên tiến làm cho mật độ nuôi tôm tăng cao. Có khi áp dụng phương pháp nuôi ao phụ để cho ăn.
Đến giữa những năm 1980, các nông trường nuôi phần lớn là tôm non được đánh bắt do ngư dân. Do đó việc nuôi tôm giống trở thành quan trọng trong một số nước. Để đảm bảo có sự cung cấp đều đặn, ngành công nghiệp này bắt đầu việc nuôi tôm từ trong trứng và đảm bảo lượng tôm non.

### Vòng đời của tôm
Tôm trưởng thành và sinh sản trong môi trường nước. Con cái đẻ 50000 cho đến 1 triệu trứng, được ấp 24 giờ trứng thành các ấu trùng. Ấu trùng ăn các noãn hoàng và biến thái. Sau 3 lần biến thái, thì có hình dạng gần giống tôm. Sau 3-4 ngày thì biến thái hoàn toàn thành tôm non, tôm non có đầy đủ các tính chất của tôm. Toàn quá trình kéo dài 12 ngày từ khi đẻ trứng. Trong tự nhiên, tôm non di cư ra cửa sông, vốn giàu dinh dưỡng và độ mặn. Chúng phát triển và chuyển vào vùng nước lớn nơi mà chúng trưởng thành. Tôm trưởng thành là sinh vật đáy.

## Kĩ thuật
Trong việc nuôi tôm, vòng đời này xảy ra dưới điều kiện có kiểm soát. Lý do để làm cho mật độ tăng cao kết quả là có cùng kích cỡ tôm, và cho tôm ăn có điểu khiển, hơn nữa có khả năng đẩy nhanh vòng phát triển bằng cách điều khiển khí hậu (sử dụng trong nhà kính). Có 3 giai đoạn khác nhau:
- Việc sinh sản của tôm và tạo ra các ấu trùng hay tép để bán cho các nông trường. Nông trường nuôi tôm lớn có bể nuôi tôm giống và bán cho các cá thể nuôi tôm quanh vùng.
- Vườn ươm là phần trong nông trường cho tôm non khi phát triển quen với môi trường nước trong ao.
- Trong ao nuôi, tôm phát triển thành tôm có kích thước tiêu chuẩn bán, kéo dài khoảng 3-6 tháng.

Hầu hết các nông trường thu hoạch 1 đến 2 lần trong một năm, ở vùng nhiệt đới nông trường tôm có thể thu hoạch tới 3 lần. Vì sự cần thiết nước mặn, nông trường nuôi tôm gần với biển. Nuôi tôm trong cạn đã được thử nhưng việc vận chuyển nước muối và sự thích nghi của cây cối dẫn đến vấn đề. Thái Lan ban hành lệnh cấm nuôi tôm trong cạn từ năm 1999.